# Excelsior FC Essen
Excelsior F.C. Essen is een Belgische voetbalclub uit Essen. De club is aangesloten bij de KBVB met stamnummer 3554 en heeft rood als clubkleur. De club heeft 2 volwaardige voetbalvelden, 1 oefenterrein en 3 velden voor spelers/speelsters tot en met U9. De terreinen liggen aan de Oude Baan 112 te Essen. De club telt meer dan 300 voetbal spelende leden, waarvan 80% jonger is dan 21 jaar.    

## Geschiedenis
De club werd opgericht op 22 april 1922 en sloot zich aan bij het Socialistische Arbeidersvoetbalbond. De socialistische achtergrond kwam ook tot uiting in haar rood-zwarte uitrusting, het lokaal van de club was het lokale volkshuis. In dit verbond behaalde Excelsior verschillende titels en bekers. Het was dus niet meer dan logisch dat de club naar een sterkere competitie zocht.
Tijdens de Tweede Wereldoorlog, in het voetbalseizoen 1942/43, maakte de club de overstap naar de Belgische Voetbalbond. Essen trad er in competitie in de provinciale reeksen. De club, die aanvankelijk begon als een kleine volksclub, is door de jaren heen gegroeid tot een van de grootste clubs uit de regio.

## Competities
| Seizoen | Reeks            |  | Seizoen    | Reeks           |
| ------- | ---------------- |  | ---------- | --------------- |
| 1942/43 | 3de Provinciale  |  | 1972/77    | 2de Provinciale |
| 1943/46 | 2e Gewestelijke  |  | 1977/78    | 3de Provinciale |
| 1946/49 | 3de Provinciale  |  | 1978/79    | 4de Provinciale |
| 1949/50 | 2e Gewestelijke  |  | 1979/80    | 3de Provinciale |
| 1950/51 | 2de Provinciale  |  | 1980/81    | 2de Provinciale |
| 1951/52 | 2e Gewestelijke  |  | 1981/82    | 3de Provinciale |
| 1952/55 | 2de Provinciale  |  | 1982/90    | 2de Provinciale |
| 1955/57 | 1ste Provinciale |  | 1990/92    | 3de Provinciale |
| 1957/58 | 2de Provinciale  |  | 1992/96    | 2de Provinciale |
| 1958/62 | 1ste Provinciale |  | 1996/2006  | 3de Provinciale |
| 1962/68 | 2de Provinciale  |  | 2006/2020  | 4de Provinciale |
| 1968/72 | 3de Provinciale  |  | 2020/2024  | 3de Provinciale |
|         |                  |  | 2024/heden | 4de Provinciale |

## Bekende (ex-)spelers
- Wim Kustermans (jeugd)
- Jur Schryvers (jeugd)